# Budapester Reiter

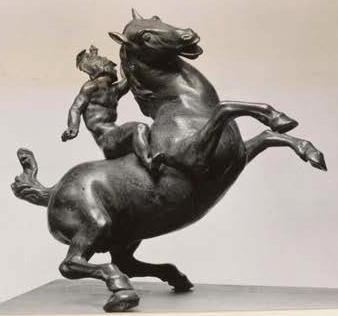
Der „Budapester Reiter“ im Szépművészeti Múzeum, Budapest

Der sogenannte Budapester Reiter ist eines der wenigen erhaltenen plastischen Werke, die uns einen Eindruck der Kunst Leonardo da Vincis als Bildhauer vermitteln.

## Werkdaten
Entstehungszeit: um 1516−1519
Bronze mit künstlich aufgetragener grüner Patina, Höhe 24,3 cm
Budapest, Szépművészeti Múzeum
Inv.-Nr.: 5362
Erworben 1914 von den Erben des István Ferenczy

## Das Werk
Der Budapester Reiter zeigt einen nackten, nur mit einem Helm geschmückten und mit einem Schild bewehrten Krieger auf einem sich aufbäumenden Pferd. Der Reiter trägt die Physiognomie des französischen Königs Franz I. (1494–1547) und zeigt ihn vermutlich als erfolgreichen Krieger, der 1515 die Alpen überquerte und die Lombardei eroberte.

## Zuschreibung
Die Darstellung von Pferden in jeder möglichen Bewegungsart hat Leonardo sein ganzes Leben über beschäftigt. Diese Idee griff er vermutlich in Frankreich wieder auf, wo er sich mit einem solchen Kunstwerk für die Einladung und das gewährte Gastrecht beim König bedanken wollte. Laut Giovanni Paolo Lomazzo (1538–1600) handelte es sich dabei um einen cavallo, der sich gegen 1584 im Besitz des italienischen Bildhauers Leone Leoni (1509–1590) befand. Vieles spricht dafür, dass es sich dabei um den Budapester Reiter handelt, dessen Entwurf mit großer Sicherheit auf Leonardo selbst zurückgeht.

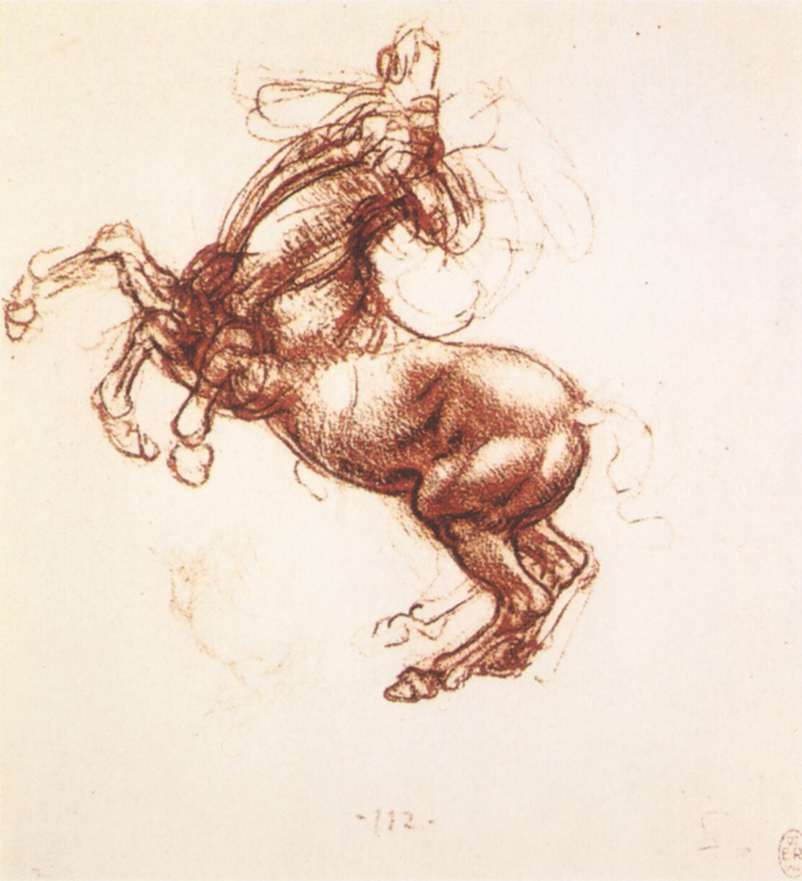
Studie eines sich aufbäumenden Pferdes, Leonardo da Vinci, Codex Windsor, um 1503

Umstritten ist, ob er die Statuette auch selber ausführte. Während viele ungarische Forscher davon überzeugt sind, spricht sich die restliche Fachwelt eher dagegen aus. Sie sehen in dem Werk lediglich eine Arbeit, die nach einer Vorlage Leonardos ausgeführt worden ist. Wie diese Vorlage ausgesehen hat, ist allerdings unklar.
Sicher scheint nur zu sein, dass er das Werk in Zeichnungen vorbereitete, von denen verschiedene als mögliche Vorlagen genannt wurden. Unklar dagegen ist, ob Leonardo nicht vielleicht selbst noch ein Modell des Reiters in Ton oder Wachs anlegte. Existierte ein solches, vom Meister modelliertes Original, steht durchaus die Option offen, dass der Bronzereiter ein Abguss desselben darstellt. Dieser könnte dann vielleicht sogar unter Leonardos Aufsicht hergestellt worden sein.
Ebenso gut kann dieser Abguss aber auch später entstanden sein und wurde vielleicht deshalb angefertigt, weil das originale Modell zu verfallen drohte. Dies war ein damals nicht gerade seltenes Verfahren, um so von natürlichem Verfall bedrohte Kunstwerke zu retten. Tatsache scheint nur zu sein, dass der Budapester Reiter eine der letzten künstlerischen Ideen Leonardos wiedergibt.
Es gibt noch eine Reihe ähnlicher Werke, meist nur Pferde ohne Reiter, die ebenfalls mit dem vom Lomazzo genannten cavallo identifiziert wurden und vermutlich auf denselben Entwurf zurückgehen, doch kann das Budapester Werk die meisten Zuschreibungen von Fachleuten für sich verbuchen.
Zwischen 1818 und 1824 wurde die Statuette von dem ungarischen Bildhauer und Kunstsammler István Ferenczy (1792–1856) in Rom erworben. Von seinen Erben erwarb das Budapester Museum dessen wertvolle Skulpturensammlung und damit auch den Reiter, der in der Fachwelt, nach seinem derzeitigen Standort, auch als Budapester Reiter bekannt ist.